# Ugo Tognazzi
Ugo Tognazzi (nacido el 23 de marzo de 1922 - 27 de octubre de 1990) fue un actor y director, además de autor teatral, cinematográfico y televisivo italiano. Fue uno de los pilares de la comedia a la italiana junto con Alberto Sordi, Vittorio Gassman, Nino Manfredi y Marcello Mastroianni. La jaula de las locas , dirigida por Edouard Molinaro en 1978, es considerada una de sus películas más representativas.

## Biografía
Tognazzi nació en Cremona, en el norte de Italia, pero pasó sus primeros en diversas localidades, ya que su padre, vendedor de seguros, se movía con frecuencia. Regresó en 1936, a su Cremona natal donde, con catorce años, encontró trabajo como empleado de la Negroni, fábrica cremonesa de embutidos. En su tiempo libre, actuaba en una compañía de teatro anexa a la fábrica, destinada a las horas posteriores al trabajo de los operarios (su debut teatral ya había ocurrido, cuando tenía cuatro años, en el teatro Donizetti de Bérgamo).
Durante la Segunda Guerra Mundial fue llamado a filas. En el ejército se dedicó a organizar espectáculos de variedades para sus compañeros de armas. Después del armisticio del 8 de septiembre retornó a Cremona donde trabajó como archivista. Su pasión por el espectáculo lo llevó a abandonar el trabajo y trasladarse, en 1945, a Milán, donde tras participar en una velada para aficionados en el Teatro Puccini, fue contratado en la compañía teatral de Wanda Osiris.
En 1950 debutó en el cine con un film dirigido por Mario Mattòli, Los cadetes de Gascuña (I cadetti di Guascogna), junto a Walter Chiari. Al año siguiente conoció a Raimondo Vianello con quien formaría una pareja cómica de gran éxito que de 1954 a 1960 trabajó para la recién creada Rai TV. La consagración de la pareja en la pequeña pantalla fue el programa de variedades Un, due, tre. La comicidad más populista y sanguínea de Ugo y aquella otra más refinada e "inglesa" de Raimondo, se compenetraban de maravilla con resultados cómicos irresistibles. Prácticamente fue el primer ejemplo de sátira televisiva en Italia, incluso no sin problemas de censura para el dúo, que no temía meterse incluso con el presidente de la República y del Consejo.
Anómala y cuasi milagrosa costilla padana en el esqueleto absolutamente romano que la comedia a la italiana fue asumiendo en la posguerra, Tognazzi jugó magistralmente la carta de sus raíces equidistantes entre la industriosa Milán y la más alegre llanura padana, interpretando, entre otros, los más representativos y característicos personajes emilianos y, más específicamente, parmesanos, de un modo convincente, a las órdenes de Alberto Bevilacqua (La califa (La califfa), 1971; Esta especie de amor (Questa specie d'amore) , 1972) y más tarde de Bernardo Bertolucci (La tragedia de un hombre ridículo (La tragedia di un uomo ridicolo), 1981: espléndido pequeño (y casi desconocido) film sepultado entre las megaproducciones a las cuales Bertolucci se iba orientando ya en aquellos años, que le valió a Tognazzi la Palma de Oro en el Festival de Cannes como mejor actor protagónico).
Apegadísimo a su tierra y a su ciudad -no era infrecuente encontrarlo en el estadio Zini alentando a la Cremonese de su amigo Domenico Luzzara, el presidente-, Ugo intercalaba a menudo en sus personajes frasecillas graciosas en dialecto cremonés (en TV se declaró, sin embargo, hincha del Milan). Legendarias son aquellas, numerosas, contenidas en el film La marcia su Roma (1962) de Dino Risi. En la película que lo lanzó en el cine satírico, El federal (Il federale), (1961), de Luciano Salce, su personaje ha nacido en Azzanello, pequeño pueblo vecino a Cremona.
Paralelamente a aquellas experiencias de cine de autor, por otra parte, el sibarita y transgresivo Ugo se introdujo en las trilogías Amigos míos (1975, 1982, 1985) y La jaula de las locas (Il vizietto) (1978, 1980, 1985), que tuvieron gran éxito de público.
El espíritu festivo, goliárdico, de Ugo Tognazzi llegó al extremo cuando en 1979 tomó parte en una de las más clamorosas bromas mediáticas de la historia italiana: aceptó fotografiarse esposado por falsos policías. Se trataba de una broma preparada por el semanario satírico Il Male. Tres falsas ediciones de Il Giorno, La Stampa y Paese Sera "salieron" con titulares que anunciaban el arresto del actor en calidad de jefe de las Brigadas Rojas. Justificándose de la broma dijo que, en una época del mismo género, no había hecho más que reivindicar "el derecho a la tomadura de pelo".
Se autodirigió en cine varias veces (El mantenido (Il mantenuto), 1961; El silbido en la nariz (Il fischio al naso), 1966; Siseñor (Sissignore), 1968; Malos pensamientos (Cattivi pensieri), 1976; Los viajeros del atardecer (I viaggiatori della sera), 1979).
En los años ochenta se dedicó sobre todo al teatro, actuando en Seis personajes en busca de autor, en París (1986) y en El avaro (1988).
Participó en cerca de 150 películas, compartiendo cartel y escenas, en muchas de ellas, con uno o varios de los ya citados Sordi, Gassman, Manfredi y Mastroianni, como también con otras figuras de la talla de Philippe Noiret, Michel Piccoli, Claudia Cardinale, Ornella Muti, Catherine Deneuve, Monica Vitti o Mariangela Melato, entre otras. Asimismo, trabajó junto a los grandes pesos pesados de la comedia que le precedieron, como Totò, Peppino De Filippo, Tina Pica o Aldo Fabrizi y a los que habrían de sucederle, como Paolo Villaggio o Renato Pozzetto.
Sus registros actorales fueron múltiples, alternando papeles con distintos tipos de humor, desde los más histriónicos a los más contenidos, del humor costumbrista al absurdo e incluso a trabajos de tono dramático. Se apuntó con audacia a numerosos proyectos de corte sumamente experimental, como varios de sus trabajos con Ferreri, o películas tan extrañas como Pocilga, de Pasolini o La propiedad no es más un robo, de Elio Petri.
Tuvo cuatro hijos, ligados todos ellos, de un modo u otro, al cine. El primero de ellos, el actor y director Ricky Tognazzi, con la actriz Pat O'Hara, nacido en 1955. El segundo, el director y productor Thomas Robsahm, con la actriz Margarete Robsahm, nacido en 1964. De su posterior pareja con la actriz Franca Bettoia, con quien se casaría en 1972, nacieron el actor Gianmarco Tognazzi y la asistente de dirección y directora Maria Sole Tognazzi.

### Muerte
Ugo Tognazzi murió inesperadamente el 27 de octubre de 1990 en Roma, a los 68 años, de una hemorragia cerebral.

## Filmografía

### Actor
- Los cadetes de Gascuña (I cadetti di Guascogna), dirigida por Mario Mattòli (1950).
- Felicidades e hijos varones (Auguri e figli maschi), dirigida por Giorgio Simonelli (1951).
- Una morena endiabladada (Una bruna indiavolata), dirigida por Carlo Ludovico Bragaglia (1951).
- La paura fa 90, dirigida por Giorgio Simonelli (1951).
- La encantadora enemiga (L'incantevole nemica), dirigida por Claudio Gora (1953).
- El amor en la ciudad (L'amore in città), dirigida por Federico Fellini, Carlo Lizzani, Cesare Zavattini, Dino Risi, Michelangelo Antonioni, Alberto Lattuada, Francesco Maselli (1953).
- Totò en la luna (Totò nella luna), dirigida por Steno (1958).
- Domingo es siempre domingo (Domenica è sempre domenica), dirigida por Camillo Mastrocinque (1958).
- Mi abuela policía (Mia nonna poliziotto), dirigida por Steno (1958).
- Marineros, mujeres y líos (En España: Marineros, ¡no miréis a las chicas!) (Marinai, donne e guai), dirigida por Giorgio Simonelli (1958).
- Psicoanalista para señora (Psicanalista per signora), dirigida por Jean Boyer (1959).
- Las camareras (Le cameriere), dirigida por Carlo Ludovico Bragaglia (1959).
- Tipos de playa (Tipi da spiaggia), dirigida por Mario Mattòli (1959).
- La letra (La cambiale), dirigida por Camillo Mastrocinque (1959).
- Las bacanales de Tiberio (I baccanali di Tiberio), dirigida por Giorgio Simonelli (1959).
- Ases sobre la mesa (Assi alla ribalta), dirigida por Ferdinando Baldi (1959).
- Miradlas, pero no las toquéis (Guardatele ma non toccatele), dirigida por Mario Mattòli (1959).
- Policarpo, calígrafo diplomado (Policarpo, "ufficiale di scrittura"), dirigida por Mario Soldati (1959).
- La pica sobre el Pacífico (La pica sul Pacifico), dirigida por Roberto Bianchi Montero (1959).
- No perdamos la cabeza (Non perdiamo la testa), dirigida por Mario Mattòli (1959).
- Somos dos fugitivos (Noi siamo due evasi), dirigida por Giorgio Simonelli (1959).
- Fantasmas y ladrones (Fantasmi e ladri), dirigida por Giorgio Simonelli (1959).
- Femmine di lusso, dirigida por Giorgio Bianchi (1960).
- A nosotros nos gusta frío (A noi piace freddo), dirigida por Steno (1960).
- Un dólar falso (Un dollaro di fifa), dirigida por Giorgio Simonelli (1960).
- Padres en vaqueros (Genitori in blue jeans), dirigida por Camillo Mastrocinque (1960).
- Las olimpíadas de los maridos (Le olimpiadi dei mariti), dirigida por Giorgio Bianchi (1960).
- Mi amigo Jekyll (Il mio amico Jekyll), dirigida por Marino Girolami (1960).
- El federal (Il federale), dirigida por Luciano Salce (1961).
- ¡Qué alegría vivir! (Che gioia vivere!), dirigida por René Clément (1961).
- El mantenido (Il mantenuto), dirigida por Ugo Tognazzi (1961).
- Las magníficos tres (I magnifici tre), dirigida por Giorgio Simonelli (1961).
- Su Excelencia se quedó a comer (Sua Eccellenza si fermò a mangiare), dirigida por Mario Mattòli (1961).
- Cinco marines por cien chicas (Cinque marines per cento ragazze), dirigida por Mario Mattòli (1961).
- Puños, muñecas y marineros (Pugni, pupe e marinai), dirigida por Daniele D'Anza (1961).
- Los trombones de Fra Diávolo (I tromboni di fra' Diavolo), dirigida por Giorgio Simonelli (1962).
- Un domingo de verano (Una domenica d'estate), dirigida por Giulio Petroni (1962).
- El día más corto (Il giorno più corto), dirigida por Sergio Corbucci (1962).
- El deseo loco (La voglia matta), dirigida por Luciano Salce (1962).
- Los motorizados (I motorizzati), dirigida por Camillo Mastrocinque (1962).
- La marcha sobre Roma (La marcia su Roma), dirigida por Dino Risi (1962).
- Liolà, dirigida por Alessandro Blasetti (1963).
- Ro.Go.Pa.G., dirigida por Jean-Luc Godard, Pier Paolo Pasolini, Ugo Gregoretti, Roberto Rossellini (1963).
- Los monstruos (I mostri), dirigida por Dino Risi (1963).
- Los ilegales del matrimonio (I fuorilegge del matrimonio), dirigida por Valentino Orsini, Paolo e Vittorio Taviani (1963).
- Las horas del amor (Le ore dell'amore), dirigida por Luciano Salce (1963).
- Los motorizados (Le motorizzate), dirigida por Marino Girolami (1963).
- La abeja reina (Una storia moderna: l'ape regina), dirigida por Marco Ferreri (1963).
- La vida agria (La vita agra), dirigida por Carlo Lizzani (1964).
- Alta infidelidad (Alta infedeltà), dirigida por Luciano Salce, Mario Monicelli, Franco Rossi, Elio Petri (1964).
- Contrasexo (Controsesso), dirigida por Renato Castellani, Marco Ferreri, Franco Rossi (1964).
- La mujer-mono (La donna Scimmia), dirigida por Marco Ferreri (1964).
- El magnífico cornudo (Il magnifico cornuto), dirigida por Antonio Pietrangeli (1964).
- Yo la conocía bien (Io la conoscevo bene), dirigida por Antonio Pietrangeli (1965).
- Ménage a la italiana (Ménage all'italiana), dirigida por Franco Indovina (1965).
- Los complejos (I complessi), dirigida por Luigi Filippo D'Amico, Dino Risi, Franco Rossi (1965).
- Una mujer americana (Una moglie americana), dirigida por Gian Luigi Polidoro (1965).
- Hoy, mañana, pasado mañana (Oggi, domani, dopodomani), dirigida por Eduardo De Filippo, Marco Ferreri, Luciano Salce (1965).
- Las placenteras noches (Le piacevoli notti), dirigida por Armando Crispino, Luciano Lucignani (1966).
- Lo inmoral (L'immorale), dirigida por Pietro Germi (1966).
- Una cuestión de honor (Una questione d'onore), dirigida por Luigi Zampa (1966).
- Locuras de verano (Follie d'estate), dirigida por Carlo Infascelli, Edoardo Anton (1966).
- Nuestros maridos (I nostri mariti), dirigida por Luigi Filippo D'Amico, Dino Risi, Luigi Zampa (1966).
- Marcha nupcial (Marcia nuziale), dirigida por Marco Ferreri (1966).
- El silbido en la nariz (Il fischio al naso), dirigida por Ugo Tognazzi (1967).
- El padre de familia (Il padre di famiglia), dirigida por Nanni Loy (1967).
- Barbarella, dirigida por Roger Vadim (1967).
- Maltrátame, pero sáciame de besos (Straziami, ma di baci saziami), dirigida por Dino Risi (1968).
- Sisseñor (Sissignore), dirigida por Ugo Tognazzi (1968).
- Satyricon, dirigida por Gian Luigi Polidoro (1969).
- El comisario Pepe (Il commissario Pepe), dirigida por Ettore Scola (1969).
- En el año del Señor (Nell'anno del Signore), dirigida por Luigi Magni (1969).
- Pocilga (Porcile), dirigida por Pier Paolo Pasolini (1969).
- La muñecota (La bambolona), dirigida por Franco Giraldi (1969).
- Esplendores y miserias de Madame Royale (Splendori e miserie di Madame Royale), dirigida por Vittorio Caprioli (1970).
- Corazones solitarios (Cuori solitari), dirigida por Franco Giraldi (1970).
- La califfa, dirigida por Alberto Bevilacqua (1970).
- Venga a tomar el café a casa (Venga a prendere il caffè... da noi), dirigida por Alberto Lattuada (1970).
- En nombre del pueblo italiano (In nome del popolo italiano), dirigida por Dino Risi (1971).
- La supertestigo (La supertestimone), dirigida por Franco Giraldi (1971).
- Habitación 17-17, palacio de Hacienda, oficina de impuestos (Stanza 17-17, palazzo delle tasse, ufficio imposte), dirigida por Michele Lupo (1971).
- La audiencia (L'udienza), dirigida por Marco Ferreri (1971).
- Questa specie d'amore, dirigida por Alberto Bevilacqua (1972).
- El general duerme de pie (Il generale dorme in piedi), dirigida por Francesco Massaro (1972).
- Il maestro e Margherita, dirigida por Aleksandar Petrovic (1972).
- Queremos a los coroneles (Vogliamo i colonnelli), dirigida por Mario Monicelli (1973).
- La propiedad no es más un robo (La proprietà non è più un furto), dirigida por Elio Petri (1973).
- La gran comilona (La grande abbuffata en italiano, La Grande Bouffe en francés, dirigida por Marco Ferreri y estrenada en 1973).
- La mazurka del barón, de la santa y de la higuera (La mazurka del barone, della santa e del fico fiorone), dirigida por Pupi Avati (1974).
- Romance popular (Romanzo popolare), dirigida por Mario Monicelli (1974).
- ¿Permitís, señora, que ame a vuestra hija? (Permettete signora che ami vostra figlia?), dirigida por Gian Luigi Polidoro (1974).
- No tocar a la mujer blanca (Non toccare la donna bianca), dirigida por Marco Ferreri (1974).
- El pato a la naranja (L'anatra all'arancia), dirigida por Luciano Salce (1975).
- La falla (La smagliatura), dirigida por Peter Fleischmann (1975).
- Amigos míos (Amici miei), dirigida por Mario Monicelli (1975).
- Malos pensamientos (Cattivi pensieri), dirigida por Ugo Tognazzi (1976).
- La carrera de una doncella (Telefoni bianchi, dirigida por Dino Risi (1976).
- Señoras y señores, buenas noches (Signore e signori, buonanotte), dirigida por Luigi Comencini, Ettore Scola, Nanni Loy, Luigi Magni, Mario Monicelli (1976).
- Al placer de volver a verla (Al piacere di rivederla), dirigida por Marco Leto (1976).
- La alcoba del obispo (La stanza del vescovo), dirigida por Dino Risi (1977).
- Los nuevos monstruos (I nuovi mostri), dirigida por Dino Risi, Ettore Scola, Mario Monicelli (1977).
- El gato (Il gatto), dirigida por Luigi Comencini (1977).
- Casilla (Casotto), dirigida por Sergio Citti (1977).
- Nenè, dirigida por Salvatore Samperi (1977).
- ¿A dónde vas de vacaciones? (Dove vai in vacanza?), dirigida por Alberto Sordi, Luciano Salce, Mauro Bolognini (1978)
- La maza (La mazzetta), dirigida por Sergio Corbucci (1978).
- La jaula de las locas (Il vizietto / El pequeño vicio en italiano), (La cage aux folles en francés) (Vicios Pequeños en español), dirigida por Edouard Molinaro (1978).
- Primo amore, dirigida por Dino Risi (1978).
- El gran atasco - Una historia imposible (L'ingorgo - Una storia impossibile), dirigida por Luigi Comencini (1979).
- Los viajeros del atardecer (I viaggiatori della sera), dirigida por Ugo Tognazzi (1979).
- Descanso (Break up) o El hombre de las cinco pelotas (L'uomo dei cinque palloni), dirigida por Marco Ferreri (1979).
- La jaula de las locas II (Il vizietto II), dirigida por Edouard Molinaro (1980).
- La terraza (La terrazza), dirigida por Ettore Scola (1980).
- Soy fotogénico (Sono fotogenico), dirigida por Dino Risi (1980).
- Los seductores del domingo (I seduttori della domenica), dirigida por Dino Risi, Edouard Molinaro, Gene Wilder, Bryan Forbes (1980).
- Llega la infantería (Arrivano i bersaglieri), dirigida por Luigi Magni (1980).
- La tragedia de un hombre ridículo (La tragedia di un uomo ridicolo), dirigida por Bernardo Bertolucci (1981).
- Amigos míos, acto II (Amici miei, atto II), dirigida por Mario Monicelli (1982).
- Perdona si és poco (Scusa se è poco), dirigida por Marco Vicario (1982).
- Broma del destino al acecho detrás de la esquina como un ladrón callejero (Scherzo del destino in agguato dietro l'angolo come un brigante da strada), dirigida por Lina Wertmüller (1983).
- El pedómano (Il petòmane), dirigida por Pasquale Festa Campanile (1983).
- Hecho a medida (Fatto su misura), dirigida por Francesco Laudadio (1984).
- Bertoldo, Bertoldino y Cacaseno (Bertoldo, Bertoldino e... Cacasenno), dirigida por Mario Monicelli (1984).
- Le bon roi Dagobert, dirigida por Dino Risi (1984).
- Amigos míos, acto III (Amici miei, atto III), dirigida por Nanni Loy (1985).
- La jaula de las locas 3: Ellas se casan (Matrimonio con vizietto (Il vizietto 3)), dirigida por Georges Lautner (1985).
- Último minuto (Ultimo minuto), dirigida por Pupi Avati (1987).
- Los días del comisario Ambrosio (I giorni del commissario Ambrosio), dirigida por Sergio Corbucci (1988).
- Tolerancia (Tolérance), dirigida por Pierre-Henry Salfati (1989).

### Director
- El mantenido (Il mantenuto) (1961)
- El silbido en la nariz (Il fischio al naso) (1967)
- Sisseñor (Sissignore) (1968)
- Malos pensamientos (Cattivi pensieri) (1976)
- Los viajeros del atardecer (I viaggiatori della sera) (1979)

## Premios y reconocimientos
Festival Internacional de Cine de Cannes
| Año  | Premio      | Película | Resultado |
| ---- | ----------- | -------- | --------- |
| 1981 | Mejor actor | Quartet  | Ganador   |